# Sun Yating
Sun Yating (em chinês:  孙 雅婷; Tianjin, 24 de fevereiro de 1988) é uma jogadora de polo aquático chinesa.

## Carreira
Sun disputou três edições de Jogos Olímpicos pela China: 2008, 2012 e 2016. Seu melhor resultado foi a quinta colocação nos Jogos de Pequim, em 2008, e Londres, em 2012.